# نمر إسماعيل
إسماعيل أحمد محمد حسن واسمه الحركي نمر إسماعيل ‏ (وُلد في عام 1950 في أبو ديس - ) دبلوماسي فلسطيني. كان سفيرًا لدولة فلسطين لدى بلغاريا بين عامي 2005 و2008، وفي 23 مارس 2009 تسلم مهامه سفيرًا لدولة فلسطين لدى كوريا الشمالية ولا يزال.